# Neues Rathaus (Breslau)

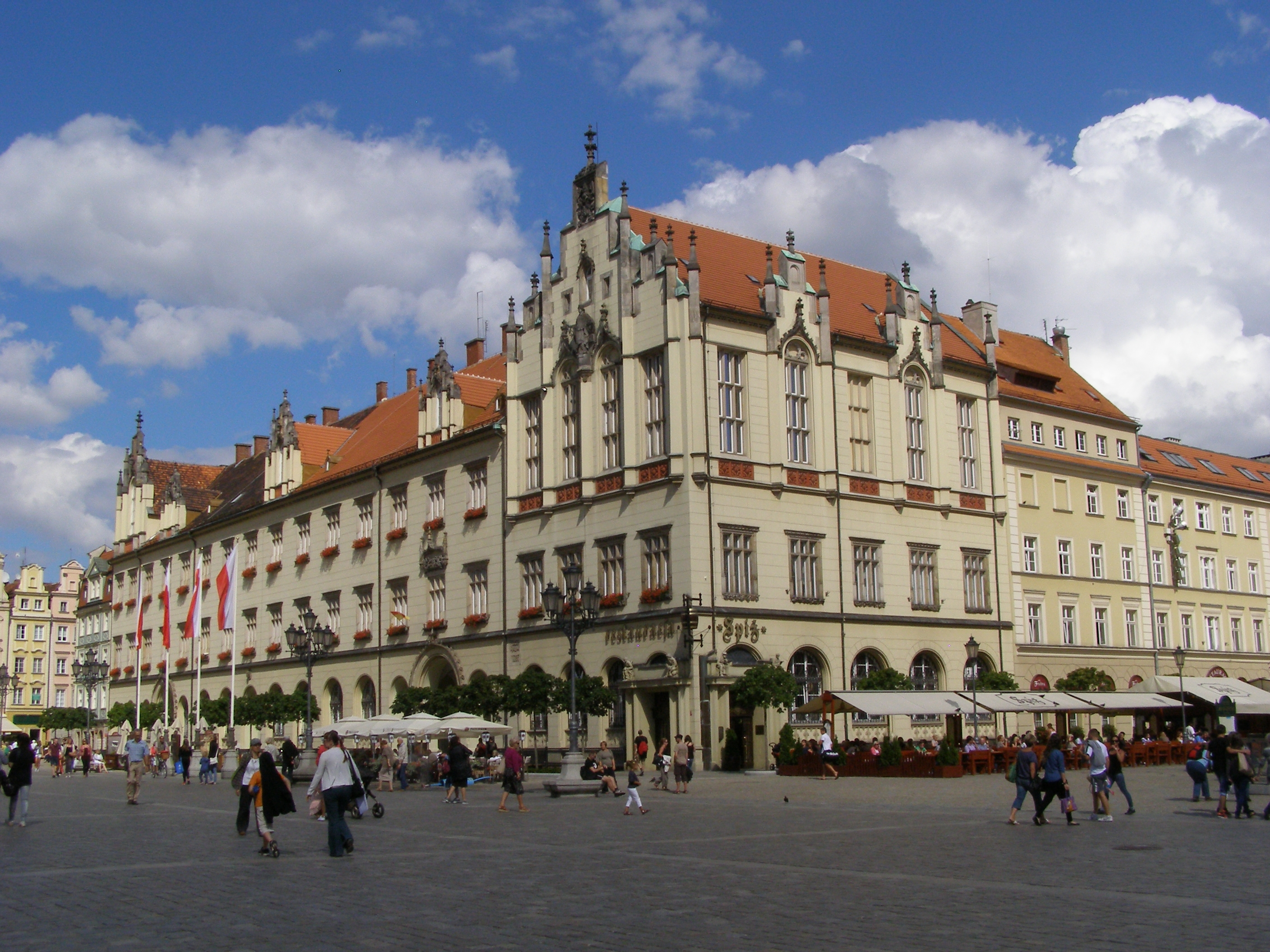
Neues Rathaus am Großen Ring

Das Neue Rathaus (ehemals Stadthaus) in Breslau ist ein Verwaltungsgebäude am Großen Ring. Es entstand in der Mitte des 19. Jahrhunderts als Erweiterungsbau des Alten Rathauses.

## Planung

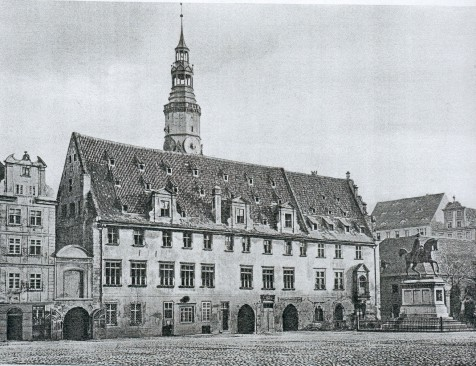
Ehemaliges Leinwandhaus

Mitte des 19. Jahrhunderts nahm die Einwohnerzahl der Stadt stark zu. Das Alte Rathaus konnte somit die wachsenden Kapazitäten für eine größere Verwaltung nicht mehr tragen. Somit entstand die Idee und auch die Notwendigkeit zu einer Erweiterung des Rathauses. Des Weiteren galt das alte Rathaus nicht mehr als zeitgemäß und war renovierungsbedürftig. Als Standort wurde die südwestliche Seite des inneren Blocks des Großen Rings ausgewählt. An dieser Stelle stand zuvor das Leinwandhaus. Diese Marktanlage wurde nach der Aufhebung des feudalen Magdeburger Stadtrechts überflüssig.
Mit dem Entwurf für das Neue Rathaus wurde der Architekt und hochrangige preußische Baubeamte Friedrich August Stüler beauftragt, nach dessen Plänen unter anderem bereits die Erweiterung („Stüler-Bau“) des Breslauer Stadtschlosses entstanden war. 1858 legte Stüler einen ersten Entwurf vor. Dieser orientierte sich an der Architektur der Neugotik und der Neorenaissance und ähnelte dem Leinwandhaus.

## Umsetzung
Zwischen November 1859 und Februar 1860 wurde das Leinwandhaus abgerissen. Im gleichen Monat begann der Bau des Neuen Rathauses. Im Juli 1862 wurde der südliche Teil des Baus fertiggestellt und konnte kurz darauf bereits bezogen werden. Der nördliche Abschnitt wurde im Mai 1864 abgeschlossen. Dieser Abschnitt wurde noch mehrmals umgeplant, wodurch sich die Fertigstellung um Monate verschob.

## Geschichte seit 1868

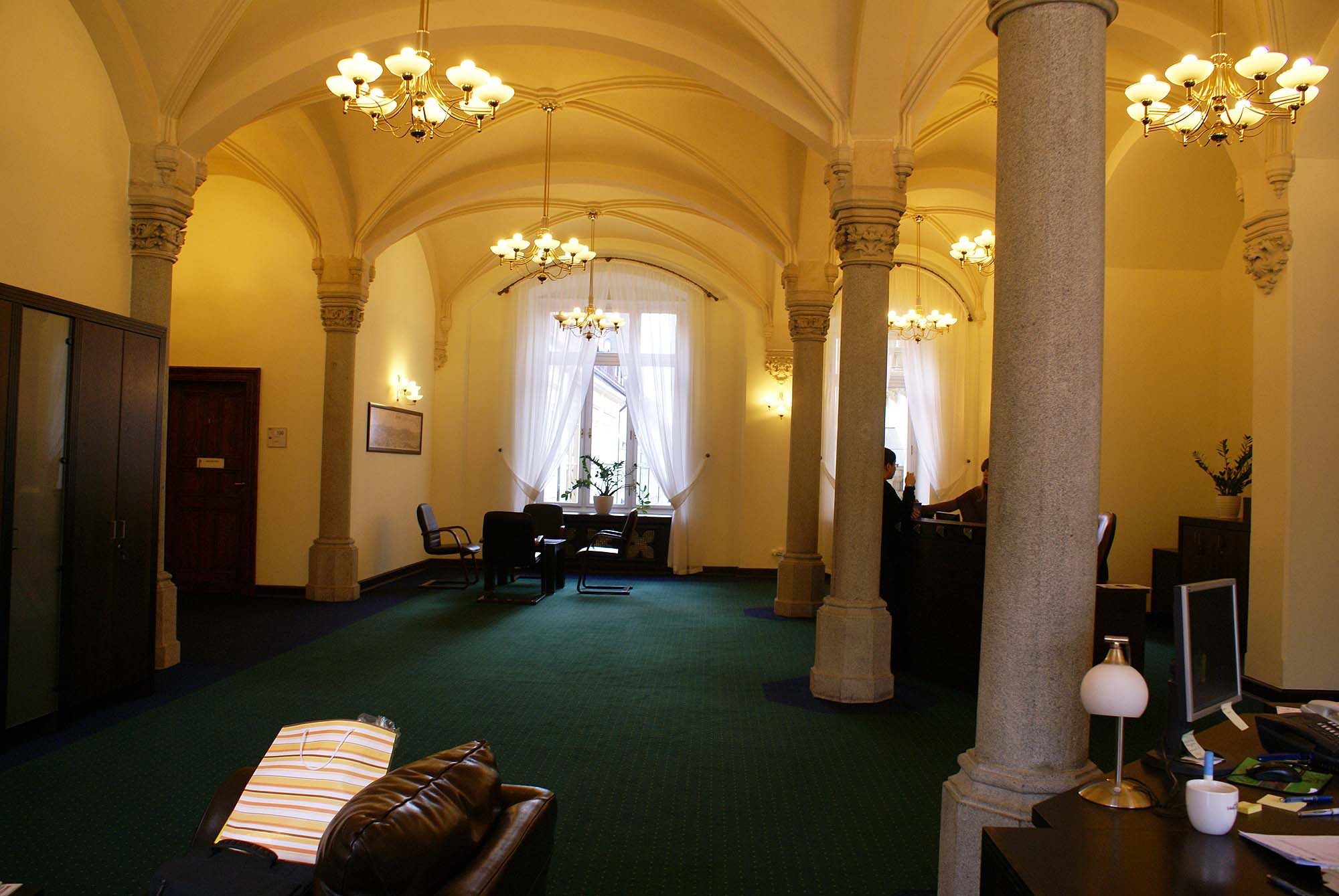
Sekretariat des Breslauers Oberbürgermeisters

Zwischen 1889 und 1894 wurden die Innenräume des Rathauses bereits wieder umgestaltet. Dabei wurden die Räumlichkeiten nach Plänen von Stadtbaurat Richard Plüddemann modernisiert und umgebaut. Unter anderem erfolgte eine Umgestaltung des Audienzsaals des Oberbürgermeisters.
In den 1920er Jahren gab es Pläne, das Gebäude abzureißen und durch ein Hochhaus zu ersetzen. Stadtbaurat Max Berg lieferte dazu Entwürfe und Pläne, doch diese kamen nicht zur Ausführung.
In den 1990er Jahren erfolgte eine Sanierung des Gebäudes. Vor dem Gebäude wurde im Jahr 2000 ein gläserner Brunnen aufgestellt. Das Neue Rathaus ist im 21. Jahrhundert Sitz des Breslauer Oberbürgermeisters sowie des Rates der Stadt Breslau. Im Keller befindet sich das Brauhaus Browary Restauracje Spiż.

## Architektur
Das Neue Rathaus passt sich mit seinen neugotischen Ornamenten dem Aussehen des Alten Rathauses an. In die Fassade des Gebäudes wurden Spolien aus dem ehemaligen Leinwandhaus integriert. In der westlichen Fassade ist eine Tordurchfahrt eingearbeitet, in der sich unter einem Kreuzgewölbe die Eingänge zur Stadtverwaltung befinden.